# Plantago nivea
Plantago nivea är en grobladsväxtart som beskrevs av Carl Sigismund Kunth. Plantago nivea ingår i släktet kämpar, och familjen grobladsväxter. Inga underarter finns listade i Catalogue of Life.